# 318

## Догађаји
- Цар Константин Велики даје староримском граду Дрепани (Мала Азија) име Хеленополис, по његовој мајци Јелени, и подиже цркву у част мученика Светог Лукијана.
- Константин Велики добија титулу Бриттаникус Макимус, за успешне подухвате у Британији.
- Династија Источни Ђин губи своје територије северно од реке Јангце, у корист Сјонгнуа и Сјанбеја. Проглашена је бивша држава Џао; Лиу Цан и државна владајућа породица у Пингјангу су погубљени у државном удару од стране Јин Зхун-а, којег су заузврат свргнули Ши Ле и Лиу Јао.
- Григорије Просветитељ поставља свог сина Аристакса за наследника у патријаршији Јерменије.